# لاک‌پشت پشت‌اره‌ای کاگل
لاک‌پشت پشت‌اره‌ای کاگل (نام علمی: Graptemys caglei) نام یک گونه از زیرراسته نهان‌گردن است. این گونه بوم‌زاد ایالات متحده آمریکا است. این لاک‌پشت در نواحی رود گوادالوپه، رود سن آنتونیو در تگزاس یافت می‌شود.